# Frasier
Frasier (eng. Frasier) je američka humoristična serija koja se izvorno prikazivala na televizijskoj mreži NBC u razdoblju od 16. rujna 1993. do 13. svibnja 2004. godine u trajanju od 11 sezona.
Autori serije su David Angell, Peter Casey i David Lee uz ko-produkciju kompanija Grub Street Productions, Grammnet i Paramount Network Television. Sama serija osmišljena je kao tzv. spin-off serije Kafić Uzdravlje, a namjera je bila nastaviti priču psihijatra Frasiera Cranea nakon njegovog povratka u rodni grad Seattle te početka novog poglavlja u njegovom životu.
Glavne uloge u seriji Frasier ostvarili su Kelsey Grammer, David Hyde Pierce, John Mahoney, Jane Leeves i Peri Gilpin.

## Radnja serije
Psihijatar dr. Frasier Crane (Grammer) vraća se u svoj rodni grad Seattle (država Washington) nakon razvoda braka i napuštanja života u Bostonu (kao što je prikazano u seriji Kafić Uzdravlje). Međutim, njegove planove novog života kao neženje odmah urušava činjenica što je primoran stan dijeliti sa svojim ocem Martinom (Mahoney), umirovljenim detektivom koji se otežano kreće nakon što je ranjen na dužnosti.
Frasier uskoro unajmljuje Daphne Moon (Leeves) kao Martinovog fizioterapeuta koja će također živjeti s njima dvojicom, a primoran je i tolerirati Martinovog psa Eddieja. Frasier svoje vrijeme učestalo provodi s mlađim bratom Nilesom (Pierce), također psihijatrom. Već od prve sezone Niles postane opsjednut te se u konačnici do ušiju zaljubi u Daphne (bez obzira na to što je već (ne)sretno oženjen), ali joj svoju ljubav ne priznaje sve do posljednje epizode sedme sezone serije.
Na lokalnoj radijskoj postaji KACL Frasier vodi emisiju naziva The Dr. Frasier Crane Show u kojoj se slušatelji javljaju sa svojim problemima koje on pokušava riješiti raznim savjetima. Njegova producentica Roz Doyle (Gilpin) poprilično se razlikuje od Frasiera. Ona je staložena osoba koja stoji čvrsto s obje noge na zemlji, iako u ranoj fazi serije izlazi na spojeve s mnogim muškarcima. Međutim, Roz i Frasier dijele profesionalno poštovanje jedno prema drugome te tijekom vremena postaju najbolji prijatelji. Uz sve to Frasier i ostali likovi vrlo često posjećuju lokalni kafić naziva Café Nervosa.
Oba brata Crane dijele vrlo slične ukuse u glazbi, piću i hrani te obojica imaju izazito visoko mišljenje o sebi samima pa zbog toga vrlo često upadaju u rasprave i svađe sa svojim ocem Martinom, "prosječnim Amerikancem". Iako su braća bliska, njihov odnos konstantno je napet zbog obostranog suparništva koje često rezultira potpunim kaosom. Ostale teme koje se često obrađuju u seriji uključuju Nilesov odnos s njegovom suprugom Maris (koja mu kasnije postaje bivša supruga, a koju tijekom cijelog trajanja serije publika nikad ne vidi), Frasierovom konstantnom potragom za pravom ljubavi, Martinovim novim životom nakon umirovljenja te raznim pokušajima dvojice braće da budu prihvaćena u društvu kulturne elite Seattlea.

## Glumačka postava

### Glavni likovi
- Frasier Crane (Kelsey Grammer) - radio psihijatar.
- Niles Crane (David Hyde Pierce) - Frasierov mlađi brat, također psihijatar koji radi u privatnoj praksi.
- Martin Crane (John Mahoney) - Frasierov i Nilesov otac, detektiv koji je primoran otići u prijevremenu mirovinu nakon što je ranjen na zadatku.
- Daphne Moon (Jane Leeves) - Martinov fizioterapeut iz Engleske koju Frasier unajmljuje da ujedno bude i domaćica.
- Roz Doyle (Peri Gilpin) - producentica Frasierovog radijskog showa koja tijekom vremena postane bliska prijateljica cijele obitelji.
- "Eddie" (Moose - 1993. – 2000., a potom Enzo - 2000. – 2004.), Martinov Jack Russell terijer.

### Sporedni likovi
- Bob "Bulldog" Briscoe (Dan Butler) - muški šovinist, napaljeni, hvalisav radijski voditelj sportske emisije koja slijedi odmah nakon Frasierove. U razdoblju od četvrte do šeste sezone serije Butler je bio stalni član glumačke postave.
- Noel Shempsky (Patrick Kerr) - tehnički asistent na KACL-u ujedno i veliki obožavatelj Zvjezdanih staza koji zna pričati Klingonski; zaljubljen u Roz.
- Gil Chesterton (Edward Hibbert) - KACL-ov feminiziran kritičar hrane i restorana.
- Kenny Daly (Tom McGowan) - menadžer radijske postaje KACL.
- Bebe Glazer (Harriet Sansom Harris) - Frasierova manipulativna agentica bez trunke morala koju cijela Frasierova obitelj prezire.
- Gertrude Moon (Millicent Martin) - Daphneina majka.

### Ostale zanimljivosti
Glavna glumačka postava serije Frasier ostala je nepromijenjena tijekom cijelog svog trajanja. Kad je 2004. godine serija završila s emitiranjem, Grammer je portretirao lik Frasiera Cranea punih dvadeset godina uključujući devet godina u seriji Kafić Uzdravlje; u to vrijeme izjednačio je rekord s glumcem Jamesom Arnessom koji je lik Matta Dillona u seriji Gunsmoke potretirao jednako dugo. Od tada je taj rekord oborila postava koja posuđuje svoje glasove u animiranoj seriji Simpsoni kao i Richard Belzer s portretom lika Johna Muncha u televizijskim serijama Homicide: Life on the Street i Zakon i red: Odjel za žrtve. Jedno vrijeme Grammer je za portret Frasiera bio najplaćeniji američki glumac na televiziji, dok je Jane Leeves bila najplaćenija britanska glumica.
Uz radnje koje prate glavne likove, dodatne priče tijekom serije uključuju nekoliko likova iz Frasierove prethodne serije "Kafić Uzdravlje" poput njegove bivše supruge Lilith Sternin (Bebe Neuwirth) i njihovog sina Fredericka (Trevor Einhorn).
Još od 1990. godine Kelsey Grammer je posuđivao svoj glas liku Sideshow Bobu u animiranoj seriji "Simpsoni". U epizodi "Brother from Another Series" iz 1997. godine (dok se Frasier još uvijek prikazivao) predstavljen je Bobov brat imena Cecil Terwilliger kojem je glas posudio David Hyde Pierce. Sama epizoda sadržavala je brojne reference na seriju Frasier. Pierce je istom liku po drugi puta posudio glas 2007. godine (nakon završetka emitiranja Frasiera) u epizodi naziva "Funeral for a Fiend". U toj epizodi predstavljen je otac dvojice braće imena Dr. Robert Terwilliger kojem je glas posudio John Mahoney.
Nekoliko članova glumačke postave Frasiera nastupilo je i u seriji Hot in Cleveland u kojoj je Jane Leeves odigrala glavnu ulogu uz Wendie Malick (koja pred kraj serije Frasier tumači ulogu Martinove djevojke). U epizodama iz druge sezone naziva "Unseparatd at Birth" te treće sezone naziva "Funeral Crashers" John Mahoney glumi konobara koji je očaran likom Betty White. Peri Gilpin se pojavljuje u epizodi "I Love Lucci (Part 1)" dok se Tom McGowan (koji je u Frasieru glumio Kennyja Dalyja) pojavljuje kao voditelj castinga u epizodi "Love Thy Neighbor". Seriju "Hot in Cleveland" producirala je Suzanne Martin, jedna od scenaristica Frasiera.

## Produkcija

### Ideja
Za vrijeme snimanja osme sezone serije Kafić Uzdravlje, glumac Kelsey Grammer dogovorio se s bivšim producentima "Kafića" Davidom Angellom, Peterom Caseyjem i Davidom Leejem (koji su otišli iz serije kako bi radili na Krilima) da zajedno rade na novoj seriji jednom kada "Kafić" završi s emitiranjem. Kada je tijekom desete sezone postalo jasno da će jedanaesta biti ujedno i posljednja, svi zajedno započeli su raditi na svojem sljedećem uratku.
U početku Grammer nije želio nastaviti glumiti lik Frasiera Cranea, a Angell, Casey i Lee nisu željeli da nova serija bude uspoređivana s "Kafićem Uzdravlje" na kojem su radili prije "Krila". Njih trojica su predložili da Grammer tumači bogatog paraplegičnog izdavača (poput Malcolma Forbesa) koji cijeli svoj posao vodi iz vlastitog stana. Kostur serije uključivao je i medicinsku sestru španjolskog podrijetla koja živi s glavnim likom i često s njim ulazi u razne verbalne konflikte. Iako se Grammeru svidio originalni koncept, studio Paramount Televison ga je odbio te predložio da bi najbolje bilo napraviti tzv. spin-off seriju u kojoj će glavni lik biti Frasier Crane. Grammer je u konačnici pristao, ali su producenti premjestili mjesto radnje što dalje od Bostona kako bi spriječili televizijsku mrežu NBC na inzistiranju da se u seriju ubace glumci gosti (regularni likovi iz "Kafića Uzdravlje") tijekom prve sezone. Premda su se u početku složili da novo mjesto radnje bude Denver, Angell, Casey i Lee u konačnici su se ipak odlučili za Seattle.
Autori serije nisu željeli Frasiera u privatnoj praksi čime bi cijela serija ličila na The Bob Newhart Show. Radeći na nikad iskorištenoj ideji za jednu od epizoda "Kafića Uzdravlje", autori su osmislili ideju o psihijatru koji radi na lokalnoj radijskoj postaji okružen "luckastim, ali ljupkim" likovima. Međutim, nakon što su shvatili da bi takva radnja priče previše sličila na radnju serije WKRP in Cincinnati, odlučili su se veći naglasak staviti na Frasierov život kod kuće što je serija "Kafić Uzdravlje" vrlo rijetko istraživala. Tijekom procesa razvijanja serije, Lee je pomislio na vlastita iskustva "u odnosu između ostarjelog oca i odraslog sina kojeg nikad neće razumjeti" i shvatio da bi to bila dobra glavna tema za Frasiera. Premda je lik Frasiera u seriji "Kafić Uzdravlje" spomenuo da je njegov otac, znanstvenik koji se bavio istraživanjem, umro, odlučeno je da će se taj trenutak zanemariti (pokušali su ga donekle objasniti u jednoj od epizoda druge sezone Frasiera). Jedan od elemenata kojeg su u seriju Frasier autori ubacili iz svog originalnog koncepta bila je ženska osoba koja pruža medicinsku pomoć i živi s glavnim likovima. Grammer je u nekoliko intervjua izjavio da je vrlo malo toga preneseno u liku Frasiera iz jedne serije u drugu budući su promijenili kompletnu obiteljsku povijest, mjesto radnje, njegov posao, a čak je i karakter donekle izmijenjen u odnosu na onaj prikazan u "Kafiću Uzdravlje" budući je ovdje bio glavni lik tako da su ostali bili ti koji su bili više ekscentrični.

### Dodjela uloga
Lik Martina Cranea temeljen je na ocu jednog od autora serije koji je 34 godine proveo radeći u policijskoj postaji Seattlea. Autori su NBC-u predložili da bi u toj ulozi željeli vidjeti nekoga kao što je John Mahoney na što su im voditelji NBC-ja odgovorili da neće trebati niti raditi audiciju za taj lik ako će moći dobiti tog glumca. Grammer i producenti kontaktirali su Mahoneyja te uskoro potom otišli do Chicaga kako bi mu pokazali scenarij pilot epizode za večerom. Nakon što je pročitao scenarij, Mahoney je pristao glumiti lik. Grammer, koji je izgubio vlastitog oca još dok je bio dijete te Mahoney koji nikada nije imao djece vrlo brzo postali su bliski poput oca i sina. Tijekom razgovora o tome tko će glumiti Martinovu medicinsku sestru, Warren Littlefield iz NBC-a predložio je da ona bude Engleskinja umjesto Latinoamerikanke te je predložio glumicu Jane Leeves. Grammeru se u početku nije sviđala ta ideja, jer je smatrao da će cijela serija previše ličiti na Nanny and the Professor, ali je odobrio glumicu nakon što se našao s njom i prošao kroz čitanje scenarija. Mahoney i Leeves su se vrlo brzo sprijateljili zahvaljujući svom engleskom podrijetlu; Mahoney potječe iz Manchestera odakle lik Daphne Moon kojeg u seriji tumači Leeves također dolazi.
U originalnom konceptu serije lik Nilesa nije postojao. Frasier je svojim prijateljima u "Kafiću Uzdravlje" rekao da je sin jedinac. Međutim, Sheila Guthrie, jedna od asistentica voditelja castinga na seriji "Krila" donijela je producentima fotografiju glumca Davida Hydea Piercea i skrenula pozornost na njegovu fizičku sličnost s Grammerom kada se ovaj prvi puta pojavio u seriji "Kafić Uzdravlje". Tom prilikom je predložila upravo tog glumca za ulogu eventualnog Frasierovog brata ako se za istoga ikada ukaže potreba. Autori serije bili su "oduševljeni" Pierceovom fizičkom sličnošću s Grammerom, ali i njegovim glumačkim sposobnostima. Odlučili su u potpunosti ignorirati Frasierovu izjavu u prethodnoj seriji o tome da je jedinac te su kreirali ulogu baš za Piercea. Pierce je prihvatio nastup u seriji prije nego što je uopće shvatio da nije pročitao niti jednu jedinu stranicu scenarija. Kada ga je napokon dobio u ruke, u početku je bio zabrinut da će njegov lik biti praktički Frasierov duplić. Prvi sastanak kompletne glumačke postave i prvo zajedničko čitanje scenarija pilot epizode bio je od velike važnosti jer producenti nikada nisu čuli niti Piercea niti Mahoneyja kako izgovaraju svoje dijaloge, jer su obojica dobila uloge bez audicija.
Jedina članica glavne glumačke postave za koju je bila potrebna audicija bila je Roz Doyle koja je ime dobila u sjećanje na jednu od producentica serije "Krila". Producenti su obavili preko 300 audicija tijekom kojih su intervjuirane i saslušane žene svih dobnih i etničkih skupina. Lisa Kudrow je prvotno dobila ulogu, ali tijekom proba producenti su odlučili da trebaju nekoga tko će biti više asertivan u svom poslu i preuzeti kontrolu nad Frasierom u KACL-u, a Kudrow se nije uklapala u takvu ulogu. Nakon toga producenti su se vrlo brzo odlučili za Peri Gilpin koja im je bila drugi izbor.
Prema originalnom konceptu serije glavni naglasak stavljen je na odnosu između Frasiera i Martina, a upravo on čini zaplet mnogih epizoda prve sezone. Međutim, kada je serija započela s emitiranjem, Niles je vrlo brzo postao lik o kojem svi pričaju pa je više fokusa stavljeno na odnos između dvojice braće kao i na ostale podzaplete s Nilesom počevši od druge sezone. U početku su producenti željeli prikazati lik Nilesove supruge Maris kako se ne bi radile usporedbe s likom Normove supruge Vere iz "Kafića Uzdravlje" koju publika nikad nije vidjela. Prema originalnom konceptu Maris se trebala pojaviti nakon nekoliko epizoda, ali do tog trenutka scenaristima je bilo puno zabavnije smišljati što raznolikije razloge zbog čega ju publika ne vidi, a nakon što ju je nekoliko likova opisalo na najekscentričnije moguće načine postalo je jasno da niti jedna živuća glumica ne bi mogla utjeloviti takav lik.

### Snimanje
Glumačka postava serije imala je neuobičajeno veliku razinu slobode mijenjanja dijaloga u scenarijima. Grammer je koristio glumačku metodu koju je prozvao "potrebnim nepoštivanjem" pa tako scene nikada nije uvježbavao s ostalima već je pamtio i isprobavao svoje dijaloge samo jednom prije nego što bi započelo snimanje pred publikom uživo. Takav način rada često je izazivao paniku, pogotovo kod glumaca gostiju. Godine 1996. zbog učestalih problema s alkoholom Grammer je doživio prometnu nesreću; nakon toga je ostatak glumačke i filmske ekipe intervenirao i prijavio ga u kliniku za odvikavanje što je produkciju cijele serije unazadilo za mjesec dana.
Samo je jedna epizoda naziva "The 1000th Show" (jubilarna stota epizoda serije) snimljena u Seattleu. Baš kao što je to bio slučaj i sa serijom "Kafić Uzdravlje" većina epizoda snimljena je u studiju 25 Paramounta ili na drugim lokacijama u i oko Los Angelesa.
Dijaloge osoba koje zovu u radijsku emisiju Frasiera Cranea tijekom snimanja serije pred publikom uživo čitali su anonimni glumci koji su posuđivali svoje glave, ali u postprodukciji te dijaloge izgovarali su poznati glumci, glumice i ostale osobe iz javnog života i to na način da nisu niti dolazili u studio već je sve snimljeno preko telefona. Većina posljednjih epizoda svake sezone tijekom odjavne špice otkriva razne poznate osobe koje su zvale u emisiju, a među ostalima to su bili David Duchovny, Phil Donahue, Marlo Thomas, Linda Hamilton, Olympia Dukakis, Daryl Hannah, Christopher Reeve, Gary Sinise, Freddie Prinze, Jr., Laura Linney i Estelle Parsons. Neki od glumaca koji su posudili svoje glasove također su i nastupili u seriji poput Parsons i, pogotovo, Linney koja pred kraj serije glumi posljednju osobu u koju se Frasier zaljubi.

## Povezanost sa serijom Kafić Uzdravlje
Uz iznimku Rebecce Howe (Kirstie Alley) svi ostali preživjeli članovi glavne glumačke postave serije Kafić Uzdravlje pojavili su se u Frasieru, ali je Lilith Sternin (Bebe Neuwirth) jedina koja se pojavila više puta kroz nekoliko sezona.
Neki članovi glumačke postave Frasiera pojavili su se u manjim ulogama u "Kafiću Uzdravlje". U epizodi "Do Not Forsake Me, O' My Postman" iz 1992. godine, John Mahoney glumio je Syja Flembecka, marketinškog stručnjaka kojeg Rebecca unajmljuje kako bi osmislio džingl za kafić. Tijekom te epizode Grammer i Mahoney izmijenili su par rečenica. Peri Gilpin pojavila se u epizodi naziva "Woody Gets an Election" glumeći novinarku koja intervjuira Woodyja dok se ovaj kandidira na izborima.
U epizodi osme sezone serije "Kafić Uzdravlje" naziva "Two Girls for Every Boyd", Frasier kaže Samu Maloneu (Ted Danson) da je njegov otac, znanstvenik koji se bavi istraživanjem, umro. U epizodi druge sezone serije Frasier naziva "The Show Where Sam Shows Up", kada Sam upoznaje Martina, Frasier mu objašnjava da je u to vrijeme bio ljut na oca zbog svađe koju su imali preko telefona. U epizodi "The Show Where Woody Shows Up", nakon što Woody upozna Martina kaže Frasieru da se sjeća nekih priča o njemu, vjerojatno od Sama nakon što se ovaj vratio u Boston.
U epizodi devete sezone serije Frasier naziva "Cheerful Goodbyes" (iz 2002. godine), Frasier se vraća u Boston skupa s Nilesom, Daphne i Martinom kako bi održao govor. Na aerodromu sretne Cliffa Clavina (John Ratzenberger) i saznaje da Cliff odlazi u mirovinu te seli na Floridu. Nakon toga Frasier i kompanija prisustvuju Cliffovoj oproštajnoj zabavi gdje se Frasier ponovno susreće s ostatkom ekipe iz "Kafića Uzdravlje" (bez Sama, Woodyja i Rebecce), uključujući Norma Petersona (George Wendt), konobaricu Carlu Tortelli (Rhea Perlman), Paula Krapencea (Paul Willson), Phila (Philip Perman) kao i Cliffovog starog neprijatelja iz poštanskog ureda Walta Twitchella (Raye Birk).
U epizodi jedanaeste sezone Frasiera naziva "Caught in the Act" Frasierova bivša supruga i zabavljačica za djecu Nanny G dolazi u grad i poziva ga na seksualni spoj. Lik Nanny G pojavio se u seriji "Kafić Uzdravlje" u epizodi "One Hugs, The Other Doesn't" (iz 1992. godine), a glumila ga je Emma Thompson. U ovoj epizodi lik tumači Laurie Metcalf. Isti lik se također pojavio i u drugoj epizodi devete sezone Frasiera naziva "Don Juan in Hell: Part 2", a tada ga je tumačila Dina Waters.
Nakon što je "Kafić Uzdravlje" završio s emitiranjem set na kojem je serija snimljena zamijenjen je onim za potrebe snimanja serije Frasier. Producenti Frasiera inzistirali su na tome da u kafiću u kojem likovi najčešće piju kavu (Café Nervosa) ne postoje barske stolice, kako bi ga vizualno distancirali od onoga viđenog u "Kafiću Uzdravlje".

## Priznanja

### Kritike
Serija Frasier tijekom cijelog svog emitiranja uglavnom je dobivala hvalospjeve kritičara. Caroline Frost napisala je da je serija oduvijek imala odličan smisao za humor, ali je nadodala da se većina kritičara složila kako je vjenčanje Nilesa i Daphne u desetoj sezoni razvodnilo humorističnu napetost. Ken Tucker nadovezao se s mišljenjem da je njihovo vjenčanje bilo dokaz koliko je u tim trenucima serija bila očajna za pronalascima novih zapleta, dok je Robert Bianco branio cijelu priču dugoročnošću emitiranja same serije. Kelsey Grammer u jednom je intervjuu priznao da je serija upala u kreativnu sušu te nadodao da je u posljednje dvije sezone serija "samu sebe počela shvaćati preozbiljno". Međutim, kritičari su zamijetili naglo poboljšanje u kvaliteti serije povratkom scenarista Christophera Lloyda i Joea Keenana, premda su istaknuli da niti to nije bilo onoliko kvalitetno kao u prvih nekoliko godina.
Pišući o prvoj sezoni, John O'Connor opisao je Frasiera kao relativno neoriginalan koncept, ali svejedno koncept koji je "sjajan" dok je kritičar Tucker za drugu sezonu istaknuo da je ista dobila jako puno mješavinom "raznih oblika humora". Tuckerov komentar direktna je referenca na Grammerovo objašnjenje jednog od glavnih pravila serije koje je bilo da nikada ne podilazi publici. Kevin Cherry u svojoj kritici vjeruje da je serija Frasier ostala svježom dugi niz godina zahvaljujući tome što se suzdržavala od bilo kakvih komentara modernog vremena u kojem se emitirala tako ostajući politički i društveno neutralnom. Ostali kritičari, poput Haydna Busha nisu se slagali s tom konstatacijom, vjerujući da uspjeh Frasiera leži upravo u pravom doziranju komičnih elemenata i bliskosti između likova.
Unatoč kritikama upućenim prema posljednjih par sezona, svi kritičari jednoglasno su hvalili prvih 7 godina serije. Neki od komentara uključuju Bianca koji je smatrao da je pad kvalitete serije uzrokovan njezinom dugotrajnošću, dok je Dana Stevens išla toliko daleko da je kraj emitiranja Frasiera proglasila "krajem sitcomova za odrasle". Kritičari su učestalo uspoređivali farsične elemente serije, pogotovo u kasnijim sezonama, sa starim sitcomom naziva Three's Company. Wendell Wittler iz NBC Newsa opisao je da su trenuci u seriji čiji se zaplet vrti oko nerazumijevanja ili pogrešnog tumačenja "inspiraciju dobili od klasičnih komedija zabune, a koji su učestalo umanjivali Frasierovu pompoznost".

### Nagrade
Frasier je jedna od najuspješnijih spin-off serija u povijesti televizije i jedna od kritički najhvaljenijih humorističnih serija svih vremena. Tijekom 11-godišnjeg emitiranja serija je sveukupno osvojila čak 37 prestižnih televizijskih nagrada Emmy čime je oborila dotadašnji rekord kojeg je držala serija The Mary Tyler Moore Show (29 osvojenih nagrada). Taj rekord Frasier je držao sve do 2016. godine kada ga je prestigla serija Igra prijestolja s 38 osvojenih nagrada Emmy. Grammer i Pierce su osvojili svaki po četiri nagrade Emmy u svojim kategorijama. Uz seriju Moderna obitelj, Frasier drži rekord po broju osvojenih Emmyja u kategoriji najbolje humoristične serije: serija je, naime, punih pet godina za redom proglašena najboljom, u razdoblju od 1994. do 1998. godine.
Glumac Kelsey Grammer za portret Frasiera Cranea nominiran je za nagradu Emmy u serijama Kafić Uzdravlje i Frasier kao i u seriji Krila (1992. godine) čime i dalje drži rekord kao jedini glumac koji je za istu ulogu nominiran u tri različite serije. Jedina sezona Frasiera za koju Grammer nije bio nominiran u kategoriji glavne muške uloge je bila deseta (2003. godine). Međutim, njegov kolega David Hyde Pierce nominiran je za Emmyja za apsolutno svaku sezonu serije čime je postavio rekord kojeg će biti iznimno teško dostići.
Godine 1994. epizoda druge sezone "The Matchmaker" postavljena je na 43. mjesto liste "100 najboljih epizoda televizijskih serija svih vremena" časopisa TV Guide. Godine 2000. Britanski filmski institut proveo je anketu među 1600 stručnjaka iz industrije, a Frasier je proglašen najboljim međunarodnim televizijskim programom svih vremena. Godine 2002. serija je zauzela 34. mjesto na ljestvici "50 najboljih televizijskih serija svih vremena" časopisa TV Guide. Godine 2006. British Channel 4 proveo je anketu među svima onima koji se na bilo koji način bave radom na komedijama situacije, a u anketi je Frasier proglašen najboljim sitcomom svih vremena.

### Gledanost
| Sezona | Televizijska sezona | Premijera sezone    | Finale sezone     | Vrijeme emitiranja | Rang | Gledatelji (u milijunima) | Najgledanija epizoda                 | Gledatelji (u milijunima) |
| ------ | ------------------- | ------------------- | ----------------- | ------------------ | ---- | ------------------------- | ------------------------------------ | ------------------------- |
| 1      | 1993./94.           | 16. rujna 1993.     | 19. svibnja 1994. | Četvrtkom u 21:30h | #7   | 15,82                     | The Show Where Lilith Comes Back     | 33,1                      |
| 2      | 1994./95.           | 20. rujna 1994.     | 23. svibnja 1995. | Utorkom u 21:00h   | #15  | 13,83                     | The Show Where Sam Shows Up          | 26,4                      |
| 3      | 1995./96.           | 19. rujna 1995.     | 21. svibnja 1996. | Utorkom u 21:00h   | #11  | 13,04                     | Martin Does It His Way               | 25,9                      |
| 4      | 1996./97.           | 17. rujna 1996.     | 20. svibnja 1997. | Utorkom u 21:00h   | #16  | 11,44                     | The Two Mrs. Cranes                  | 21,8                      |
| 5      | 1997./98.           | 23. rujna 1997.     | 19. svibnja 1998. | Utorkom u 21:00h   | #14  | 11,76                     | Frasier's Imaginary Friend           | 21,5                      |
| 6      | 1998./99.           | 24. rujna 1998.     | 29. svibnja 1999. | Četvrtkom u 21:00h | #3   | 15,5                      | Good Grief                           | 28,3                      |
| 7      | 1999./2000.         | 28. rujna 1999.     | 18. svibnja 2000. | Četvrtkom u 21:00h | #6   | 20,06                     | Something Borrowed, Someone Blue     | 33,7                      |
| 8      | 2000./01.           | 24. listopada 2000. | 22. svibnja 2001. | Utorkom u 21:00h   | #18  | 15,8                      | And the Dish Ran Away with the Spoon | 28,6                      |
| 9      | 2001./02.           | 25. rujna 2001.     | 21. svibnja 2002. | Utorkom u 21:00h   | #16  | 15,0                      | Don Juan in Hell                     | 19,6                      |
| 10     | 2002./03.           | 9. rujna 2002.      | 20. svibnja 2003. | Utorkom u 21:00h   | #32  | 12,48                     | The Ring Cycle                       | 21,1                      |
| 11     | 2003./04.           | 23. rujna 2003.     | 13. svibnja 2004. | Utorkom u 21:00h   | #35  | 10,92                     | Goodnight Seattle                    | 33,7                      |

## Materijali vezani za seriju

### Izdanja za kućno kino
Tvrtka Paramount Home Entertainment, a od 2006. godine i CBS DVD izdali su svih 11 sezona serije Frasier na DVD-ovima za regije 1, 2 i 4. Također je izdano i pakiranje koje sadržava kompletnu seriju na 44 diska. Dana 7. travnja 2015. godine CBS DVD izdao je kompletnu seriju na DVD-ovima za regiju 1.
| Naziv kompleta              | Broj epizoda               | Datumi izdavanja   | Datumi izdavanja   | Datumi izdavanja   |
| Naziv kompleta              | Broj epizoda               | Regija 1           | Regija 2           | Regija 4           |
| --------------------------- | -------------------------- | ------------------ | ------------------ | ------------------ |
| Kompletna prva sezona       | Po 24 epizode svaka sezona | 20. svibnja 2003.  | 24. studenog 2003. | 13. siječnja 2004. |
| Kompletna druga sezona      | Po 24 epizode svaka sezona | 6. siječnja 2004.  | 7. lipnja 2004.    | 3. lipnja 2004.    |
| Kompletna treća sezona      | Po 24 epizode svaka sezona | 25. svibnja 2004.  | 6. rujna 2004.     | 10. rujna 2004.    |
| Kompletna četvrta sezona    | Po 24 epizode svaka sezona | 1. veljače 2005.   | 18. srpnja 2005.   | 20. srpnja 2005.   |
| Kompletna peta sezona       | Po 24 epizode svaka sezona | 7. lipnja 2005.    | 27. studenog 2006. | 11. siječnja 2007. |
| Kompletna šesta sezona      | Po 24 epizode svaka sezona | 13. rujna 2005.    | 14. svibnja 2007.  | 3. svibnja 2007.   |
| Kompletna sedma sezona      | Po 24 epizode svaka sezona | 15. studenog 2005. | 9. srpnja 2007.    | 12. srpnja 2007.   |
| Kompletna osma sezona       | Po 24 epizode svaka sezona | 13. lipnja 2006.   | 4. veljače 2008.   | 14. veljače 2008.  |
| Kompletna deveta sezona     | Po 24 epizode svaka sezona | 15. svibnja 2007.  | 28. travnja 2008.  | 31. srpnja 2008.   |
| Kompletna deseta sezona     | Po 24 epizode svaka sezona | 11. prosinca 2007. | 28. srpnja 2008.   | 6. studenog 2008.  |
| Kompletna jedanaesta sezona | Po 24 epizode svaka sezona | 16. studenog 2004. | 15. rujna 2008.    | 15. siječnja 2009. |
| Kompletna serija            | 264                        | 7. travnja 2015.   | 6. listopada 2008. | 30. srpnja 2009.   |

### Soundtrack
Objavljen je i jedan soundtrack iz serije na kojem se nalaze razne pjesme upotrebljene u seriji.
| Naziv CD-a                     | Datum objave        |
| ------------------------------ | ------------------- |
| Tossed Salads & Scrambled Eggs | 24. listopada 2000. |

### Knjige
O seriji Frasier objavljeno je nekoliko knjiga, a među njima su i sljedeće:
| Naslov                                                       | Izdavač          | ISBN               |
| ------------------------------------------------------------ | ---------------- | ------------------ |
| The Best of Frasier                                          | Channel 4 Books  | ISBN 0-7522-1394-6 |
| Cafe Nervosa: The Connoisseur's Cookbook                     | Oxmoor House     | ISBN 0-8487-1550-0 |
| Frasier                                                      | Pocket Books     | ISBN 0-671-00368-2 |
| The Frasier Scripts                                          | Newmarket Press  | ISBN 1-55704-403-1 |
| Goodnight Seattle                                            | Virgin Books     | ISBN 0-7535-0286-0 |
| Goodnight Seattle II                                         | Virgin Books     | ISBN 0-7535-0717-X |
| What's Your "Frasier" IQ: 501 Questions and Answers for Fans | Carol Publishing | ISBN 0-8065-1732-8 |
| The Very Best of Frasier                                     | Channel 4 Books  | ISBN 0-7522-6179-7 |

## Vanjske poveznice
- Frasier u internetskoj bazi filmova IMDb-a